# هيوة تشي بالا
هيوة تشي بالا (بالفارسية: هیوه‌چی بالا) هي قرية تقع في غلستان في إيران. يقدر عدد سكانها بـ 2,076 نسمة .